# Lollia Paulina
Lollia Paulina (ur. ok. 15, zm. ok. 49) – cesarzowa rzymska, trzecia żona cesarza Kaliguli (37–41).
Pochodziła ze znakomitej rodziny senatorskiej. Była córką Marka Lolliusza Paulinusa (syna Marka Lolliusza, konsula w 21 p.n.e.) i Woluzji Saturniny (siostry Lucjusza Woluzjusza Saturnina, konsula w 12 p.n.e.). Po krewnych odziedziczyła ogromny majątek.
Jej pierwszym mężem był Publiusz Memmiusz Regulus, konsul dodatkowy (suffectus) w 31, namiestnik Mezji, Macedonii i Achai (zm. 62). W 38 cesarz Kaligula, usłyszawszy pochwały nad niezwykłą urodą Lolli, nakazał przybyć Memmiuszowi razem z małżonką do Rzymu, a następnie się z nią rozwieść. Pod koniec 38 lub na początku 39 roku Lollia została kolejną żoną Kaliguli. Podobnie jak poprzednie małżeństwo Kaliguli z Liwią Orestyllą, którą cesarz również odebrał mężowi, Pizonowi, tak i małżeństwo z Lollią zostało szybko rozwiązane, a sama Lollia otrzymała zakaz ponownego zawierania związków małżeńskich.
Lollia zdecydowała się złamać zakaz, gdy następca Kaliguli, Klaudiusz po śmierci Messaliny poszukiwał nowej żony. Na korzyść Lolli przemawiało jej znakomite pochodzenie, olbrzymi majątek oraz fakt, że już była cesarzową. Ostatecznie jednak Klaudiusz wybrał i poślubił Agrypinę Młodszą. W ramach zemsty na rywalce, Agrypina oskarżyła Lollię w 49 o korzystanie z usług astrologów w sprawie swego ewentualnego małżeństwa z Klaudiuszem. Lollia została skazana na wygnanie, a jej majątek skonfiskowany. Wkrótce później została z polecenia Agrypiny ścięta. Po śmierci Agrypiny, jej syn, cesarz Neron zezwolił krewnym Lolli na sprowadzenie i pochówek jej szczątków.